# China Petrochemical Corporation
China Petrochemical Corporation eller Sinopec Group er Asiens største olieraffinering og petrokemiske virksomhed, der administreres af SASAC for Kinas statsråd. Koncernen har hovedsæde i Chaoyangmenwai i Beijing, overfor konkurrenten CNOOC Groups hovedkvarter.
Sinopec Group var rangeret øverst blandt Kinas 500 topvirksomheder, med en årsomsætning på over 1012 trillioner yuan.

## Datterselskaber
Det væsentligste datterselskab er China Petroleum and Chemical Corporation Limited, som almindeligvis er kendt som "Sinopec Limited". Sinopec Limited er børsnoteret på Hong Kong Stock Exchange, Shanghai Stock Exchange, London Stock Exchange og New York Stock Exchange.